# Gregor Mendel
Gregor Johann Mendel (Heinzendorf bij Odrau, Oostenrijks Silezië (tegenwoordig Vražné-Hynčice, Tsjechië), 20 juli 1822 – Brünn, Moravië (Oostenrijk-Hongarije) (tegenwoordig Brno, Tsjechië), 6 januari 1884) was een Oostenrijkse augustijn met belangstelling voor biologie. Hij wordt vaak de vader van de genetica genoemd. 

## Levensloop
Mendel bestudeerde in het klooster door middel van kweekproeven de overerving van eigenschappen van onder andere erwten en stelde een theorie op over hoe eigenschappen zich gedragen bij overerving en kruising. Hij ging er hierbij van uit dat de eigenschappen van gameten kunnen worden beschouwd als vaste eenheden, en dat de combinatie van twee van die eenheden zou bepalen wat voor eigenschap er tot uitdrukking zou komen. Hierbij kan het bijvoorbeeld voorkomen dat de ene eenheid dominant is over de andere, en dat die dominante eenheid dus tot expressie zou komen. Bij de vorming van de gameten krijgt iedere gameet willekeurig een van deze twee eigenschapseenheden toegewezen, en voor een andere soort eigenschap kan het een andere eenheid betreffen.
Om dit te bestuderen kweekte Mendel vele jaren erwten op de binnenplaats van het klooster, waarbij hij nauwkeurig bijhield welke plant welke was, door te nummeren, en ook bijhield welke plant welke bestoof (hiertoe moest hij persoonlijk de stampers bestuiven met een penseel en de meeldraden wegknippen), en op die manier probeerde hij statistiek te bedrijven. Hij was door zijn abt minder belast met zielverzorgende taken, en kon zich hierdoor veel richten op zijn onderzoek. Wel was Mendel docent op een plaatselijke middelbare school.
De wetmatigheden die Mendel ontdekte bij de bestudering van de overerving, worden nu nog de wetten van Mendel genoemd. Wanneer iets overerft op een manier zoals Mendel dat beschreef, wordt dat een Mendeliaanse overerving genoemd. Als door herhaalde zelfbestuiving in een populatie vrijwel geen heterozygoten meer voorkomen, zegt men dat de heterozygoten zijn uitgemendeld.
Toen hij in 1866 zijn ontdekkingen publiceerde trokken deze weinig aandacht. Rond 1900 werd zijn werk herontdekt door Hugo de Vries, Carl Correns en Erich von Tschermak, en sinds die tijd is Mendels naam een begrip geworden in de genetica en de biologie.
Er is heel wat discussie over de resultaten van zijn experimenten geweest. De juistheid van zijn hypothese kan onder andere door een herhaling van de experimenten worden aangetoond. Toch opperen sommigen, onder wie statisticus R.A. Fisher, wel dat hij wat met zijn cijfers moet hebben gesjoemeld om tot resultaten te komen die zo precies bij de verwachte verhouding van 3 tegen 1 liggen. Mendel had tevens geluk dat hij zeven eigenschappen van de erwt uitkoos die allemaal op een andere van de zeven chromosomen van de erwt bleken te liggen, zodat hij geen last had van koppeling van erfelijke eigenschappen, wat het trekken van conclusies zeer bemoeilijkt zou hebben. Uit recente verdere statistische analyse argumenteren Hartl en Fairbanks echter dat Mendel geen selectie of aanpassingen aan zijn resultaatcijfers gemaakt zou hebben.
De zeven eigenschappen waren:
| Eigenschap         | dominant | recessief |
| ------------------ | -------- | --------- |
| Vorm van erwt      | glad     | gerimpeld |
| Kleur van erwt     | geel     | groen     |
| Kleur van zaadhuid | gekleurd | wit       |
| Vorm van peul      | glad     | gerimpeld |
| Kleur van peul     | groen    | geel      |
| Positie van bloem  | axiaal   | terminaal |
| Lengte van stengel | lang     | kort      |

## Trivia
- In Haarlem is een middelbare school naar hem genoemd: het Mendelcollege.